# Tétrarchie
Pour les articles homonymes, voir Tétrarchie (homonymie).
 (avril 2023).
Si vous disposez d'ouvrages ou d'articles de référence ou si vous connaissez des sites web de qualité traitant du thème abordé ici, merci de compléter l'article en donnant les références utiles à sa vérifiabilité et en les liant à la section « Notes et références ».
La tétrarchie est le système de gouvernement de l’Empire romain mis en place par Dioclétien à la fin du IIIe siècle, pour faire face aux invasions barbares, déplacements massifs de populations. Il consiste en la division de la direction de l'empire entre, d'une part deux empereurs — les augustes —, d'autre part deux lieutenants (successeurs désignés des augustes) — les césars.
Il ne faut pas confondre les tétrarques de l'Empire romain avec ceux de Judée, mentionnés dans l'évangile de Luc, qui font référence à un titre issu de la division en quatre du royaume d'Hérode, en l'an 4 apr. J.-C.

## Étymologie
Le terme « Tétrarchie » vient du grec ancien τετραρχία / tetrarkhía signifiant « gouvernement des quatre », par adjonction de la quantité τέσσαρες / téssares « quatre » au substantif ἀρχία / arkhía « gouvernement »[réf. nécessaire].

## Le système politique

Carte montrant la répartition de l'Empire romain entre les quatre tétrarques.

Sous la pression des invasions barbares, l’Empire romain connaît une grave crise tout au long du IIIe siècle. Les empereurs ayant de plus en plus de mal à repousser les envahisseurs, l’armée, parallèlement à l'accroissement de ses effectifs, prend une place croissante dans l’État, désignant et renversant les empereurs. Des guerres civiles s’ajoutent aux guerres étrangères, les légions d’une région désignant empereur un général populaire, dans l’espoir d'obtenir la prime attribuée par les nouveaux empereurs à leurs troupes : le donativum. Il arrive en outre que certaines parties de l’empire fassent sécession (voir Empire des Gaules)[style à revoir].
Arrivé au pouvoir en étant désigné nouvel auguste par ses troupes le 20 novembre 284, puis en éliminant ses concurrents Numérien et Carin, Dioclétien décide d’instaurer un nouveau système. Pour ne plus être seul à gouverner tout l’empire, il nomme Maximien césar en 285, avec charge de défendre la partie occidentale de l’empire. La répartition territoriale se fait naturellement en fonction de la langue administrative — la partie orientale de l’empire (Balkans et Grèce en Europe, Proche-Orient, Égypte) utilise traditionnellement le grec, tandis que la partie occidentale (Italie, Gaules, Espagnes, Nord de l’Afrique, cours supérieur du Danube), utilise le latin.
Cependant, l’empire n’est pas divisé, et Dioclétien garde toute autorité sur son césar, ainsi que sur l’ensemble de l’empire et des légions. Maximien ne bénéficie que d’une délégation de pouvoir. Néanmoins, ce dernier est bientôt élevé au rang d’auguste, égalant Dioclétien en titulature.
Comme de nombreux empereurs, Dioclétien se choisit un dieu protecteur, en l'occurrence Jupiter. Maximien, lui, se place sous la protection d'Hercule. Dioclétien est l’empereur « jovien » qui organise le monde et assure sa continuité, aidé de son césar. Maximien est l'empereur « herculéen » qui combat les ennemis et rétablit l’ordre du monde. Les deux empereurs sont honorés comme des dieux.
Dioclétien considère l’imperium comme une fonction, et non comme un pouvoir personnel à vie. C’est un conservateur : il veut restaurer les valeurs qui ont fait de Rome une puissance hégémonique pendant trois siècles ; il prône le retour aux traditions, la fin de la transmission familiale de la dignité impériale et la vénération des dieux traditionnels de Rome, contre toutes les religions venues d’Orient qui déstabilisent l’Empire, dont le christianisme.
En mars 293, satisfait du fonctionnement de ce duumvirat, Dioclétien développe le système. Chaque auguste se choisit un nouveau césar, chargé dans un premier temps de le seconder dans sa partie d’empire, puis, de lui succéder. En ce qui concerne l’expérience et la qualification de la personne sélectionnée, des règles sévères sont fixées — parmi lesquelles l'interdiction de choisir un fils comme césar. C'est ainsi que naît la tétrarchie.
Les deux premiers césars, tous deux généraux, sont Galère, choisi par Dioclétien, et Constance Chlore, choisi par Maximien.

## Histoire de la Tétrarchie

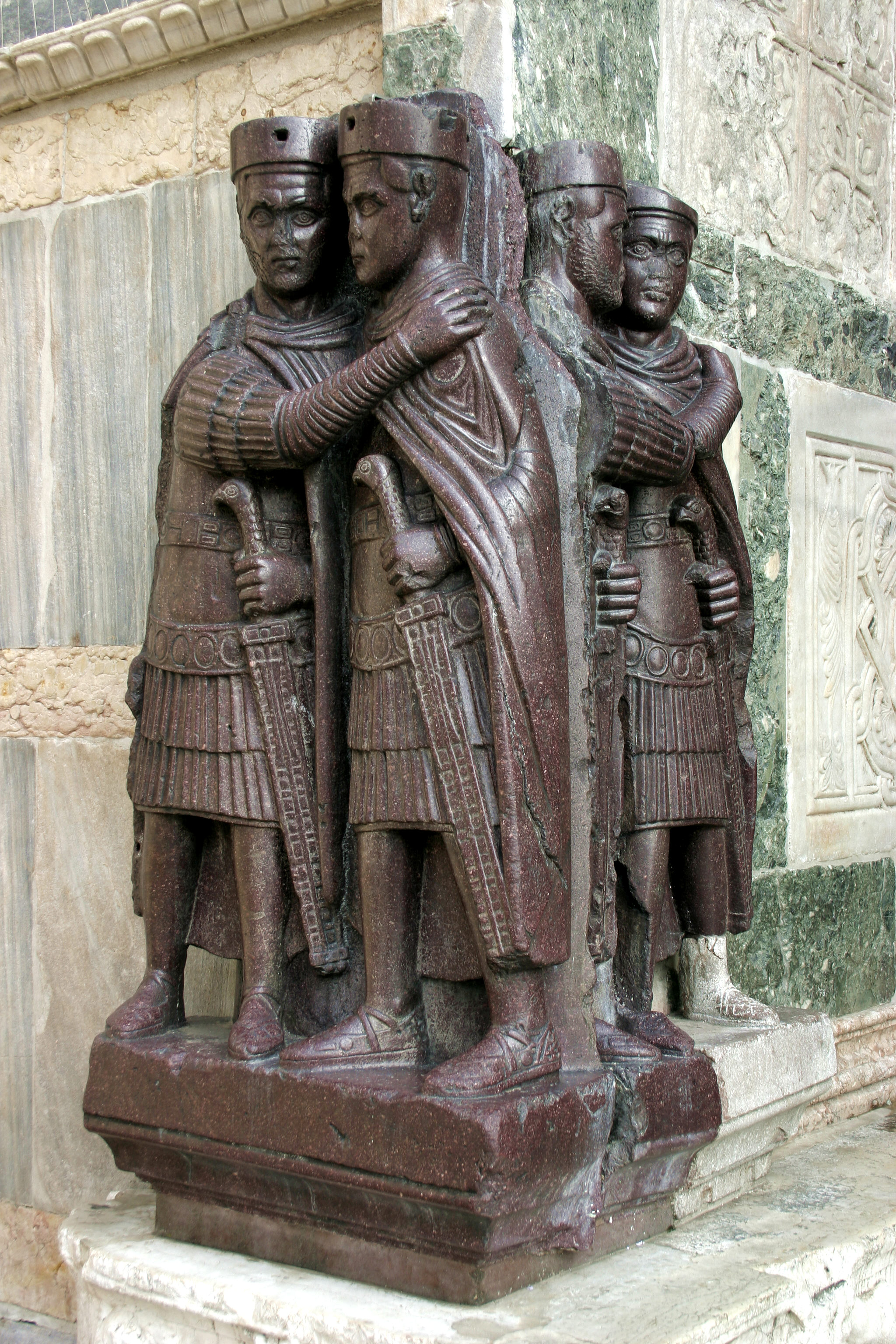
Les Tétrarques (vers 305 ap. J.-C.). Porphyre. Basilique Saint-Marc de Venise.

Dominée par Dioclétien, la première tétrarchie fonctionne parfaitement. Elle est le résultat d’une approche pragmatique de l’imperium par Dioclétien : l’Empire doit faire face à trop de menaces pour être tenu par un seul homme. La tétrarchie n’est pas un système politique a priori, mais bien le résultat d’une expérience convaincante.
Vingt ans après leur prise de pouvoir, quand Dioclétien et Maximien prennent leur retraite au cours d’un fabuleux triomphe, leurs césars respectifs, Galère et Constance Chlore, les remplacent comme augustes et deux césars leur sont à leur tour adjoints — respectivement Maximin Daïa et Sévère. Mais c’est bien Dioclétien qui oblige Maximien à abandonner le pouvoir pour redevenir un simple particulier, car ce dernier au fond refuse cette décision. Après le départ de Dioclétien, le système s’affaisse et l’ancien « jovien » doit réintervenir plusieurs fois pour rétablir l’ordre.
En outre, le système est perturbé par la mort de Constance Chlore en 306. Constantin Ier et Maxence prennent d’eux-mêmes le pouvoir, l’un en Bretagne, l’autre à Rome, en violation de toutes les règles : c’est un retour à la transmission familiale. Très vite, tous les deux se déclarent augustes. Profitant de la défaite de Sévère face à Maxence, alors qu’il tente de récupérer la zone de l’empire qui lui est dévolue, Maximien reprend son titre d’auguste et fait exécuter Sévère. Galère, malade, désigne alors Licinius pour remplacer l'auguste éliminé. Enfin, Domitius Alexander se fait proclamer en Afrique du Nord. À un moment, il y a donc sept empereurs à la fois, tous revendiquant le titre d’auguste.
Par la suite, en Occident, Maxence élimine Domitius Alexander, puis, Maximien Hercule est tué, et enfin, Maxence est vaincu lors de la célèbre bataille du pont Milvius par Constantin Ier. Pendant ce temps, en Orient, après la mort de Galère, Licinius affronte Maximin Daïa et finit par l’abattre. En 324, Constantin Ier vient à bout de Licinius.

## Échec et adaptation de la tétrarchie
Seul auguste à partir de 324, Constantin perpétue à son avantage le système collégial et divin de la tétrarchie en le combinant au principe dynastique — les « anciens » césars devenant simultanément augustes. Le dernier vivant, Constance II, s’adjoint à son tour des césars étroitement surveillés : Gallus, puis Julien.
Ainsi dévalué, le titre de césar n'est plus que rarement décerné et l’Empire revient à la collégialité de deux augustes liés par la parenté.

## Voir les tétrarques
De nos jours on peut admirer une copie de la statue en porphyre des tétrarques enchâssée dans un angle extérieur de la basilique Saint-Marc de Venise, fruit du pillage de Constantinople par les Vénitiens après la IVe croisade. L'originale est à l'intérieur de la basilique à l'étage. Les personnages se tiennent deux par deux avec un peu de raideur, mais la statue est un précieux document historique sur le costume militaire romain du début du IVe siècle.

## Tableau récapitulatif
| Années    | Orient                   | Orient                                   | Orient                                   | Occident                                 | Occident                                 | Occident    | Rome               |
| --------- | ------------------------ | ---------------------------------------- | ---------------------------------------- | ---------------------------------------- | ---------------------------------------- | ----------- | ------------------ |
| Années    | Usurpateurs              | Césars (293-310)                         | Augustes                                 | Augustes                                 | Césars (293-310)                         | Usurpateurs | Rome               |
| 285 à 286 |                          | Dioclétien, seul maître de l'Empire.     | Dioclétien, seul maître de l'Empire.     | Dioclétien, seul maître de l'Empire.     | Dioclétien, seul maître de l'Empire.     |             |                    |
| 286 à 293 |                          | Dioclétien (Primus Augustus)             | Dioclétien (Primus Augustus)             | Maximien Hercule                         | Maximien Hercule                         | Carausius   |                    |
| 286 à 293 |                          | Dioclétien (Primus Augustus)             | Dioclétien (Primus Augustus)             | Maximien Hercule                         | Maximien Hercule                         | Carausius   |                    |
| 293 à 305 |                          | Galère                                   | Dioclétien (Primus Augustus)             | Maximien Hercule                         | Constance Chlore                         | Allectus    |                    |
| 293 à 305 | Domitianus               | Galère                                   | Dioclétien (Primus Augustus)             | Maximien Hercule                         | Constance Chlore                         |             |                    |
| 293 à 305 |                          | Galère                                   | Dioclétien (Primus Augustus)             | Maximien Hercule                         | Constance Chlore                         |             |                    |
| 305       |                          | Maximin II                               | Galère                                   | Constance Chlore (Primus Augustus)       | Sévère                                   |             |                    |
| 306       |                          | Maximin II                               | Galère                                   | Constance Chlore (Primus Augustus)       | Sévère                                   |             |                    |
|           | Galère (Primus Augustus) | Maximin II                               | Sévère                                   | [ N 8 ]                                  | Constantin                               | Maxence     |                    |
| 307       | Galère (Primus Augustus) | Maximin II                               | Sévère                                   |                                          | Constantin                               | Maxence     | Maximien Alexander |
| 307       |                          | Maximin II                               | Galère (Primus Augustus)                 | Galère (Primus Augustus)                 | Constantin                               | Maxence     | Maximien Alexander |
| 308       |                          | Maximin II                               | Galère (Primus Augustus)                 | Galère (Primus Augustus)                 | Constantin                               | Maxence     | Maximien Alexander |
|           | Galère (Primus Augustus) | Maximin II                               | Licinius                                 |                                          | Constantin                               | Maxence     | Maximien Alexander |
| 309       | Galère (Primus Augustus) | Maximin II                               | Licinius                                 |                                          | Constantin                               | Maxence     | Maximien Alexander |
|           | Galère (Primus Augustus) | Maximin II                               | Licinius                                 |                                          | Constantin                               | Maxence     | Maximien Alexander |
| 310       | Galère (Primus Augustus) | Maximin II                               | Licinius                                 |                                          | Constantin                               | Maxence     | Maximien Alexander |
|           | Licinius et Maximin II   | Galère (Primus Augustus)                 | Galère (Primus Augustus)                 | Constantin                               |                                          | Maxence     |                    |
| 311       | Licinius et Maximin II   | Galère (Primus Augustus)                 | Galère (Primus Augustus)                 | Constantin                               |                                          | Maxence     |                    |
|           | Licinius et Maximin II   | Licinius et Maximin II                   | Constantin                               | Constantin                               |                                          | Maxence     |                    |
| 312       | Licinius et Maximin II   | Licinius et Maximin II                   | Constantin                               | Constantin                               |                                          | Maxence     |                    |
|           | Licinius et Maximin II   | Licinius et Maximin II                   | Constantin                               | Constantin                               |                                          |             |                    |
| 313       | Licinius et Maximin II   | Licinius et Maximin II                   | Constantin                               | Constantin                               |                                          |             |                    |
| 313 à 324 |                          | Licinius                                 | Licinius                                 | Constantin                               |                                          |             |                    |
| 324 à 337 |                          | Constantin Ier, seul maître de l'Empire. | Constantin Ier, seul maître de l'Empire. | Constantin Ier, seul maître de l'Empire. | Constantin Ier, seul maître de l'Empire. |             |                    |

Notes explicatives du tableau récapitulatif
1. ↑  Dioclétien est d'abord un usurpateur romain. À la suite de l'assassinat d'un des deux frères empereurs légitimes, Numérien, en 284, Dioclétien est proclamé empereur par ses troupes. Bien qu'il soit vaincu par les forces de l'empereur Carin en mars 285, ce dernier est tué par un de ses officiers, ce qui assure le pouvoir à Dioclétien malgré sa défaite militaire. Il se retrouve seul maître de l'Empire romain.
2. 1 2  Dioclétien promeut Maximien Hercule, un compagnon d'armes et ami, César dès 285, puis l'élève au rang d'Auguste l'année suivante, lui confiant la partie occidentale de l'Empire et gardant sous son gouvernement l'Orient. Dioclétien est Primus Augustus, c'est-à-dire « premier Auguste » (il a la préséance sur son collègue). Ce duumvirat perdure jusqu'en 293 où il se meut en une tétrarchie.
3. ↑  Carausius est chargé par l'empereur Maximien Hercule d'aller défendre les côtes de l'Atlantique contre les Saxons et les Francs : mais, prévoyant une disgrâce, il débarque dans la Bretagne et s'y fait proclamer empereur par les légions en 286. II se maintient six ans dans cette province ; au bout de ce temps, il est assassiné par Allectus, un de ses officiers, vers 293.
4. 1 2 3 4  En 293, Dioclétien, sentant que l'accent doit être mis sur les problèmes civiques et militaires et pour assurer la défense et l'administration de l'Empire, renforce la division du pouvoir en nommant deux « empereurs auxiliaires ». Ces deux collaborateurs supplémentaires, généraux sortis du rang, sont promus à la dignité de Césars, placés en dessous de chaque empereur principal, qui se réservent le titre d’Augustes. Dioclétien s'associe son gendre Galère et attache à Maximien Hercule son préfet du prétoire Constance Chlore. C'est la première tétrarchie, qui dure jusqu'à l'abdication des deux Augustes en 305.
5. ↑  Allectus assassine son chef l'usurpateur Carausius pour prendre la pourpre à son tour en 293. Lui aussi se maintient en Bretagne mais les forces de Constance Chlore débarquent en 296 et vainquent les troupes d'Allectus.
6. ↑  En juillet 296, Domitius Domitianus se rebelle en Égypte contre l'empereur Dioclétien, et sa réforme fiscale. Il prend le contrôle d'Alexandrie, puis toute l'Égypte se rebelle à son tour. Il se proclame empereur mais Dioclétien se lance personnellement à la reconquête. Il finit par remporter la victoire en faisant le siège de la ville pendant de longs mois.
7. 1 2 3 4  Dioclétien et Maximien Hercule abdiquent volontairement en 305 en faveur de leurs Césars : Galère, en Orient, qui s'associe Maximin II comme César, et Constance Chlore (le nouvel Primus Augustus), en Occident, qui prend Sévère comme César. C'est le début de la deuxième tétrarchie qui ne dure qu'un an, avec la mort de Constance Chlore remplacé par Sévère en Occident.
8. 1 2 3 4 5  À la suite à la mort de Constance Chlore, Sévère devient Auguste en Occident (après y avoir été César). Il officie aux côtés de Galère (le nouvel Primus Augustus) en Orient : c'est la troisième tétrarchie. Cependant, il n'a pas de César au début de son règne, mais Constantin Ier se proclame Auguste dès la mort de son père avant d'être reconnu César en Occident par Galère.
9. ↑  À la suite de la mort de l'empereur Constance Chlore et au fait que Constantin Ier se proclame Auguste, le fils de Maximien Hercule, Maxence, fait de même, en s’appuyant sur le mécontentement de Rome. Il reçoit le soutien des prétoriens et du Sénat, qui le proclament Auguste, qui ont jusque là fait et défait tous les empereurs romains. Les tétrarques, c'est-à-dire Dioclétien (Auguste honoraire, sans pouvoir) et surtout Galère (Primus Augustus), le déclare à plusieurs reprises « usurpateur ». Il s'associe dans un premier temps à son père (Auguste honoraire mais déclaré « usurpateur ») puis un temps à Constantin Ier (qui se proclame à nouveau Auguste en 307, et est donc usurpateur mais aussi officiellement César). Maxence est vaincu en 312 par Constantin, devenu légitime depuis 310.
10. ↑  Maximien Hercule abdique en l'an 305 en même temps que Dioclétien. Mais il reprend bientôt le pouvoir vers 307 avec l'aide de son fils Maxence, qui, lui-même, vient de se faire proclamer Auguste. Mais trahissant tour à tour son fils et son gendre (Constantin) auprès duquel il se réfugie en 309, il meurt assassiné en 310.
11. ↑  À la suite du mauvais fonctionnement de la tétrarchie, Domitius Alexander se proclame empereur en Afrique vers 308/309. Il possède le contrôle de l'approvisionnement en blé et peut ainsi menacer Rome de famine. Sa révolte est liquidée au printemps 310 par les troupes de Maxence.
12. 1 2 3 4 5  À la mort de Sévère en 307, la tétrarchie s'écroule alors. Galère reste alors le seul Auguste légitime, ayant toujours pour César Maximin II Daïa. En Occident, Constantin Ier se proclame à nouveau empereur, mais n'est pas reconnu Auguste par Galère. Après la réunion de Carnuntum avec Dioclétien, Galère préfère nommer un de ses compagnons, Licinius, empereur en Occident en 308. Constantin Ier est officiellement son César, mais se nomme lui-même Auguste, étant à la fois un Auguste usurpateur et un César légitime. Cet état de fait, ressemblant encore à la tétrarchie (deux Augustes, deux Césars dont un usurpateur) reste ainsi jusqu'en 310. Maxence, déclaré « usurpateur » comme son père, gouverne toujours Rome, soutenu par la garde prétorienne et le Sénat.
13. 1 2 3  En 310, Galère cède le titre d’Auguste à son César, Maximin II Daïa en Orient, et à Constantin Ier en Occident. Licinius reste quant à lui Auguste mais gouverne dorénavant la partie orientale de l'Empire. Il y a quatre empereurs légitimes, ainsi que Maxence à Rome. Commence alors une lutte de pouvoir entre ces hommes.
14. ↑  Galère meurt en 311 d'une longue maladie, laissant face à face Maximin II Daïa et Licinius en Orient et Constantin Ier et Maxence en Occident.
15. ↑  Constantin Ier élimine alors Maxence en 312 et devient le seul empereur légitime en Occident. Licinius parvient à éliminer Maximin II Daïa en Orient et les deux derniers empereurs s'entendent dans un premier temps, puis luttent l'un contre l'autre durant près d'une décennie.
16. ↑  Licinius élimine à son tour Maximin II Daïa en 313 et devient le seul empereur légitime en Orient. Il s'entend alors avec Constantin Ier, et se partagent l'Empire. Licinius reste en Orient et Constantin Ier en Occident. Mais les deux derniers empereurs survivants des ruines de la tétrarchie ne tardent pas à lutter l'un contre l'autre durant près d'une décennie.
17. ↑  Licinius est une première fois vaincu, puis une seconde fois définitivement en 324. Constantin Ier devient alors le seul maître de l'Empire romain.